# 메가에라

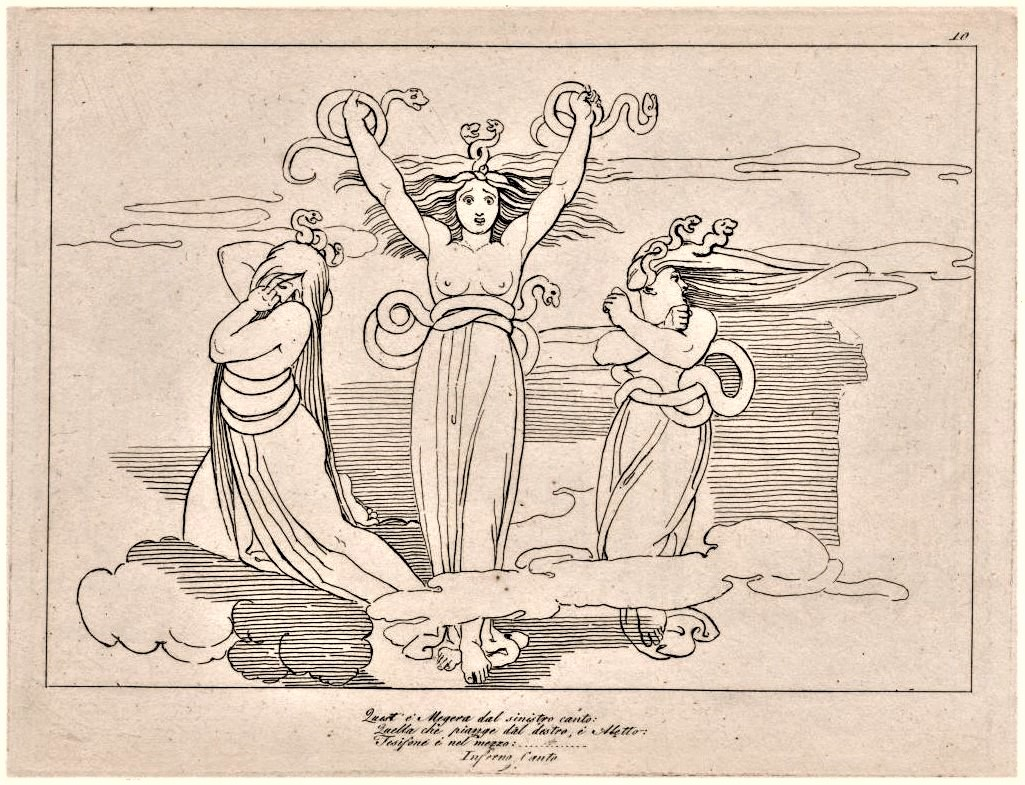

메가에라(Μέγαιρα, Megaera)는 그리스 신화에 등장하는 여신이다.
복수의 3 여신 에리니에스의 하나다. 「질투하는 사람」의 뜻. 주로 나쁜 짓을 하는 사람을 처벌하기 위해서 나타났다.
가이아의 딸로, 그녀의 자매는 알렉토와 티시포네다. 삼상 일체의 대모신 삼상여신의 하나 면상이었다.

## 같이 보기
- 메가에라 (소행성)